# Tiamin

Strukturformel för tiamin

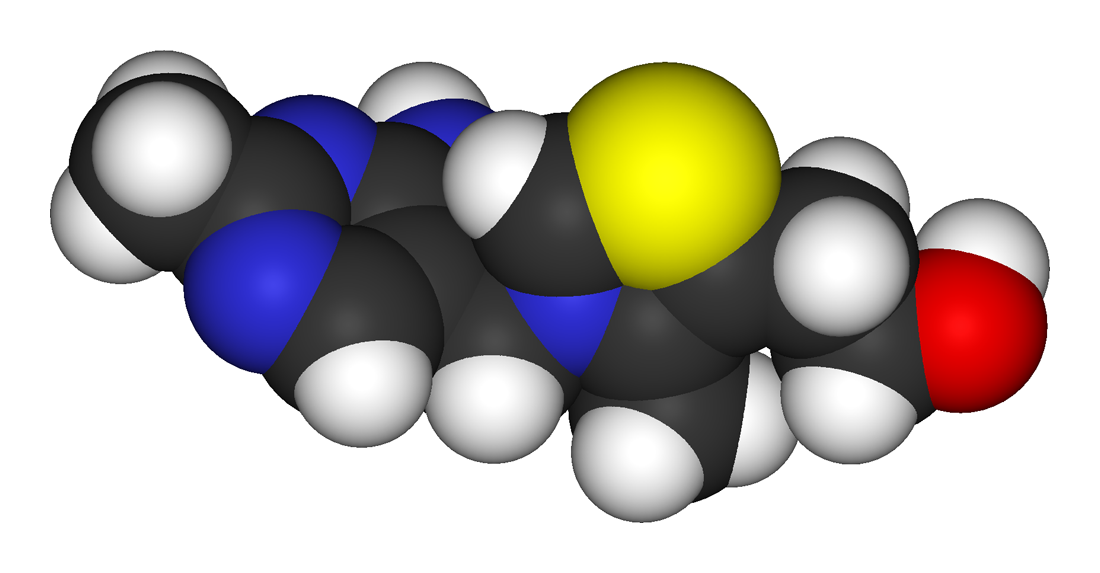
Molekylmodell

Tiamin eller vitamin B1 (även aneurin) är ett koenzym som spelar en viktig roll vid metabolism av kolhydrater och är viktigt för normal funktion av hjärnan och centrala nervsystemet. Tiamin reglerar också hjärtfunktionen och pulsådrornas spänningstillstånd, verkar svagt vätskedrivande, förbättrar inlärnings- och uppfattningsförmågan, reglerar magsäckens saltsyreproduktion och främjar tarmens peristaltik. Vidare har tiamin inflytande på lever och bukspottkörtel.

## Förekomst
I kroppen lagras 30–50 mg av tiamin som fördelas till 50 % i skelettmuskulaturen varvid det resterande fördelas mellan hjärtat, levern, hjärnan och njurarna. Fritt tiamin transporteras i plasma men fosforyleras direkt till taminpyrofosfat (ThDP) väl intracellulärt. Ett överdrivet intag av tiamin filtreras snabbt ut ur kroppen genom urinen. Forskning med megadosing av tiamin har inte kunnat föra fram några negativa biverkningar, således bör ökad utsöndring via urinen vara fullgod.
Livsmedel som har högt innehåll av tiamin är bland annat vetegrodd, fullkornsprodukter, köttprodukter (huvudsakligen kött från svin), nötter samt ärtväxter. Vissa mjöltyper kan i Sverige vara berikade med tiamin och således kan stora mängder tillföras från livsmedel som baseras på detta mjöl.
Tiamin har hög vattenlöslighet och detta leder till stora förluster vid tillagning till exempel när bönor kokas. Dock är tiamin värmestabil vid lågt pH. Normal förlust av tiamin vid tillagning är 30–50 procent av det ursprungliga tiamininnehållet.[källa behövs]

## Brist
Vanligt förekommande symptom vid brist är: [källa behövs]
- inflammation i nerverna,
- neuralgi,
- matsmältningsproblem,
- besvär med hjärtfunktionen,
- ryggskott,
- ischias och
- hudbesvär.

Tiaminbrist är ovanligt hos personer som lever i höginkomstländer men betydligt vanligare i låginkomstländer där livsmedel som vete och ris utgör basföda. En konsekvens av tiaminbrist är utveckling av beriberi. I höginkomstländer som Sverige förekommer detta oftast hos personer med långvarigt alkoholberoende, som kan drabbas av Korsakoffs syndrom. 
Forskare har noterat ett samband mellan massdöd hos fåglar i Sverige och brist på tiamin. Under 1970-talet kunde man se att fiskyngel från lax och havsöring ofta dog i svenska odlingar, vilket med forskning under 1990-talet kopplades till brist på tiamin. 2016 påvisades utbredd tiaminbrist bland lax, havsöring, blåmusslor och ål samt ejder på det norra halvklotet, dock inte strömming. 2020 publicerades en artikel som noterade mycket låga nivåer av tiamin i lever och hjärna som tyder på tiaminbrist hos torsk fångad utanför Hanöbukten i Östersjön, ett torskbestånd som minskat med knappt 40 % de senaste 20 åren.

## Rekommenderat intag
Rekommenderat dagligt intag av tiamin är:
- Spädbarn under 1 år: 0,4 milligram
- Barn 1-2 år: 0,5 milligram
- Barn 2-5 år: 0.6 milligram
- Barn 6-9 år: 0,9 milligram
- Flickor 10-13 år och kvinnor över 61 år: 1,0 milligram
- Flickor 14-17 år: 1,2 milligram
- Kvinnor: 1,1 milligram
- Pojkar 10-13 år: 1,1 milligram
- Pojkar och män 14-30 år: 1,4 milligram
- Män 31-60 år: 1,3 milligram
- Män över 61 år: 1,2 milligram
- Gravida: 1,5 milligram
- Ammande: 1,6 milligram

## Källhänvisningar